# Cordenons
Cordenons é uma comuna italiana da região do Friuli-Venezia Giulia, província de Pordenone, com cerca de 16.990 habitantes. Estende-se por uma área de 56 km², tendo uma densidade populacional de 303 hab/km². Faz fronteira com Pordenone, San Giorgio della Richinvelda, San Quirino, Vivaro, Zoppola.

## Demografia
| Variação demográfica do município entre 1861 e 2011                               |
|                                                                                   |
| Fonte: Istituto Nazionale di Statistica (ISTAT) - Elaboração gráfica da Wikipedia |